# 聖費爾南多市

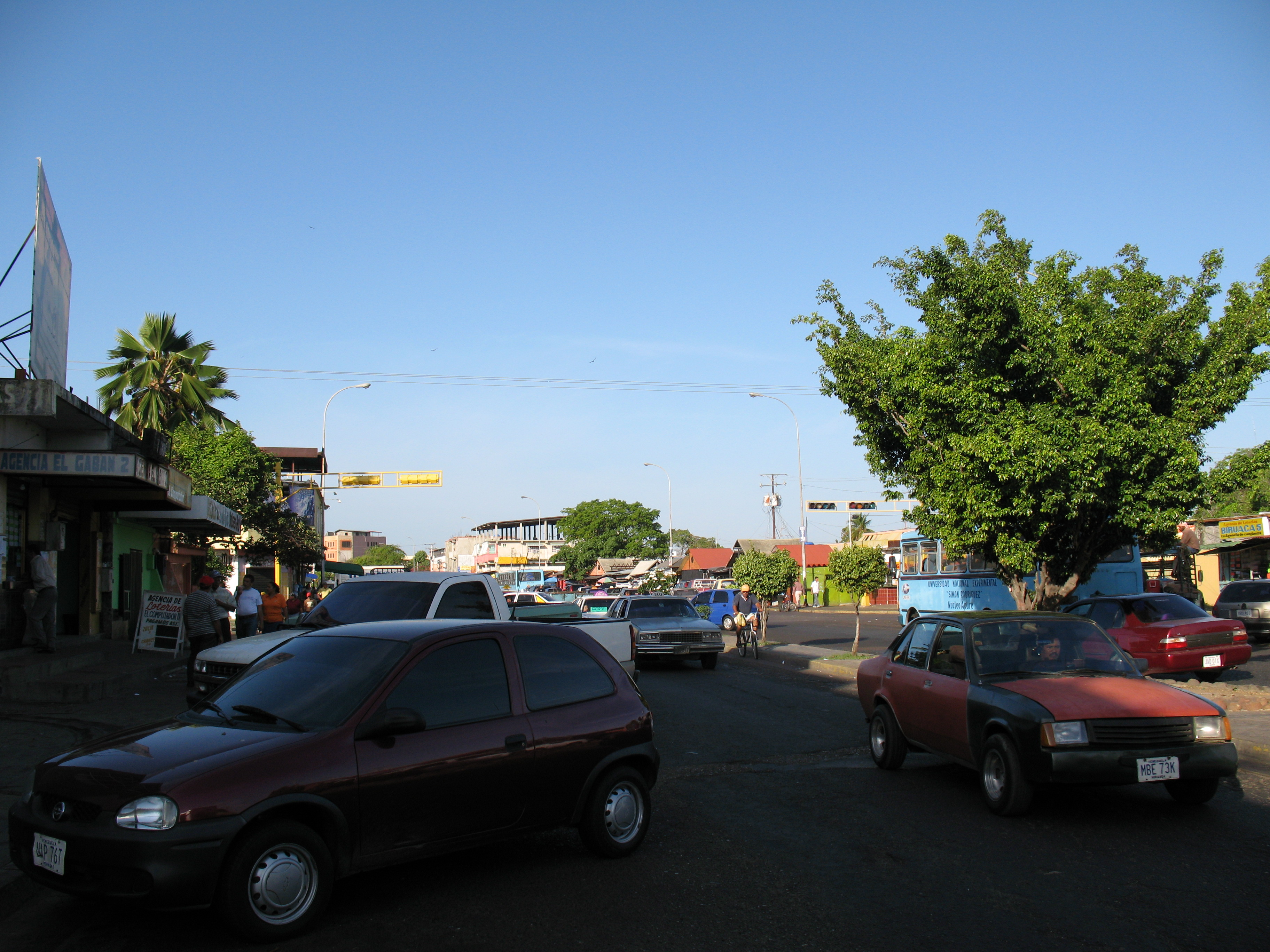
首府阿普雷河畔聖費爾南多

聖費爾南多市（西班牙語：Municipio San Fernando），是委內瑞拉的一個市，位於該國西南部阿普雷州，首府設於阿普雷河畔聖費爾南多，面積5,982平方公里，2011年人口221,479。